# チャクマ族

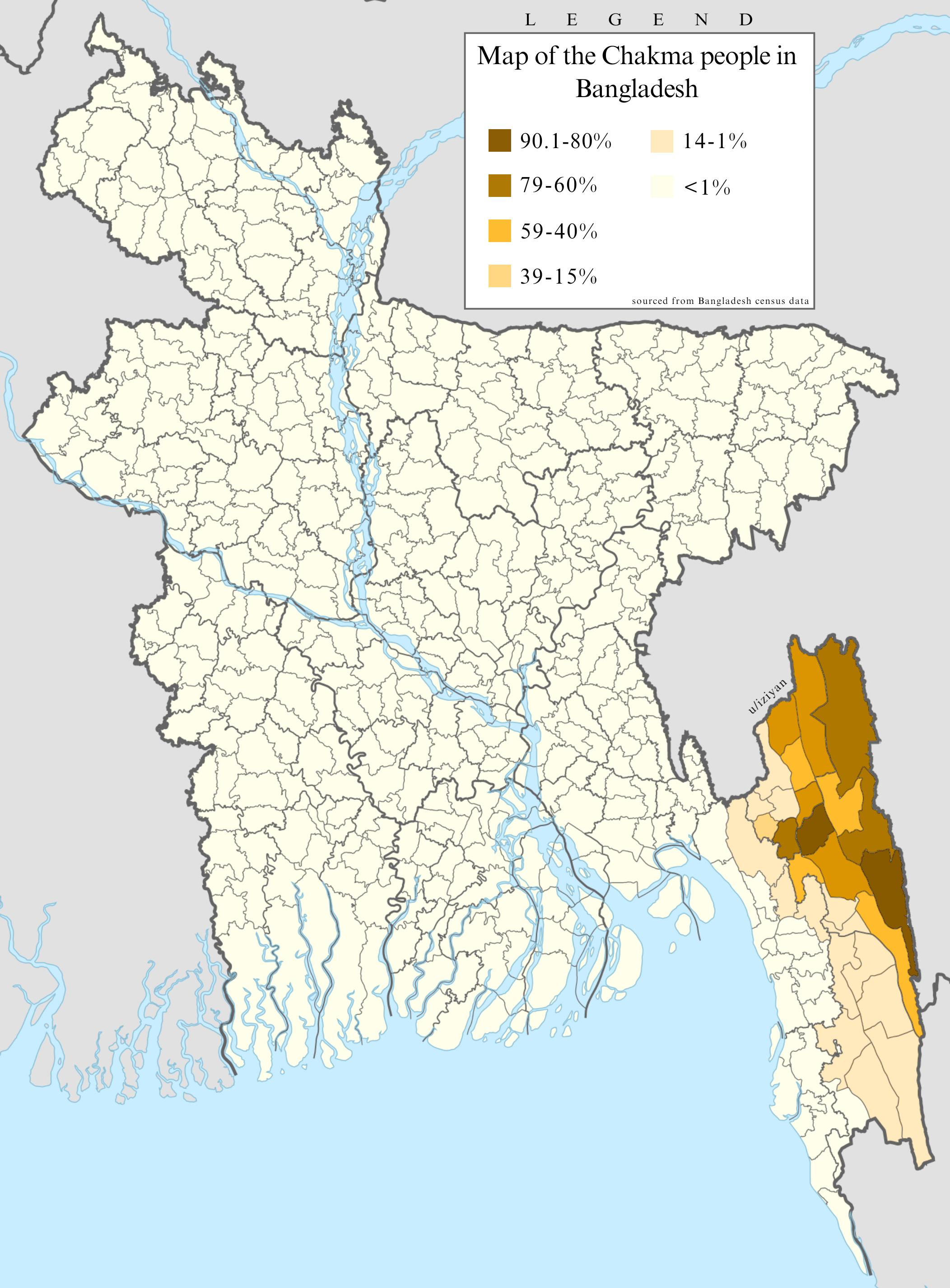
Map showing the percentage of Chakma population by Upazila

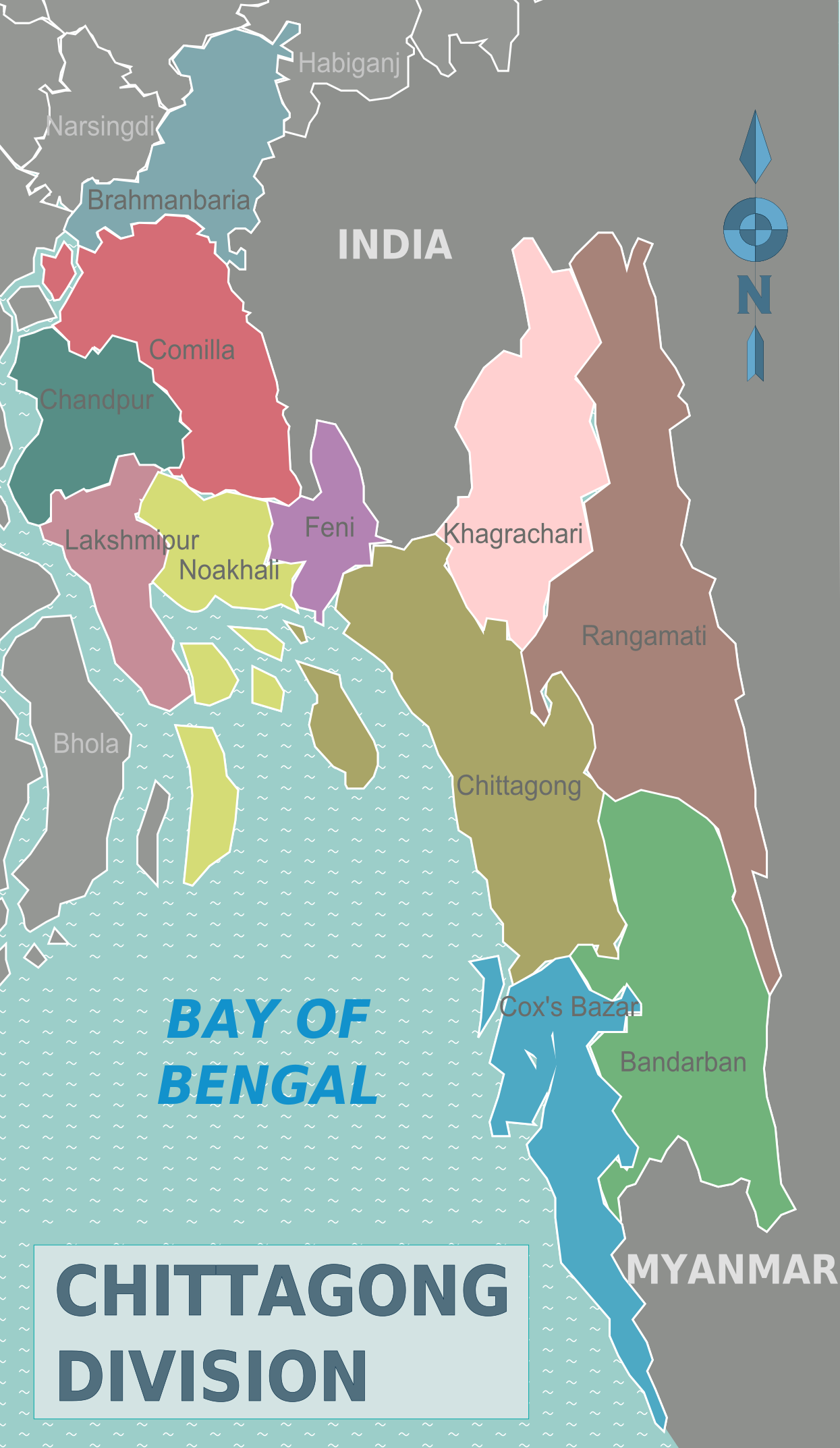
Colour-coded map of the districts of Chittagong Division in Bangladesh, including the Chittagong Hill Tracts (Khagrachhari, Rangamati, and Bandarban districts) on the easternmost border to India and Myanmar.

チャクマ族(𑄌𑄋𑄴𑄟𑄳𑄦, 𑄌𑄇𑄴𑄟),は、インド亜大陸とミャンマー西部を原産とする民族であり国家である。バングラデシュ南東部のチッタゴン・ヒル・トラクト地域で最大の先住民族であり、第2位の民族集団でもある。また、ミゾラム州のチャクマ自治管区議会でも多数派を形成している。インド北東部のアルナーチャル・プラデシュ州、トリプラ州、アッサム州にもかなりのチャクマ族がいる。
チャクマ族はインド北東部のチベット・ブルマン語族と強い民族的親和性を持っている。過去に部族間の勢力を強化するために言語が変化したため、彼らはインド・アーリア語のチャクマ語を採用したが、このチャクマ語はチッタゴン語と密接な関係があり、彼らの住む地域付近で優勢である。19世紀のラーニー・カリンディ王妃による改革と制度化により、現代のチャクマ族のほとんどは上座部仏教を信仰している。ミャンマーでは、チャクマ族はダインネットと呼ばれ、公式に認められている135の民族グループのひとつである。
チャクマ族は31の氏族（ゴザ）に分かれている。コミュニティはチャクマ・ラジャが率いており、その部族長としての地位は歴史的に英領インド政府とバングラデシュ政府に認められている。

## 語源

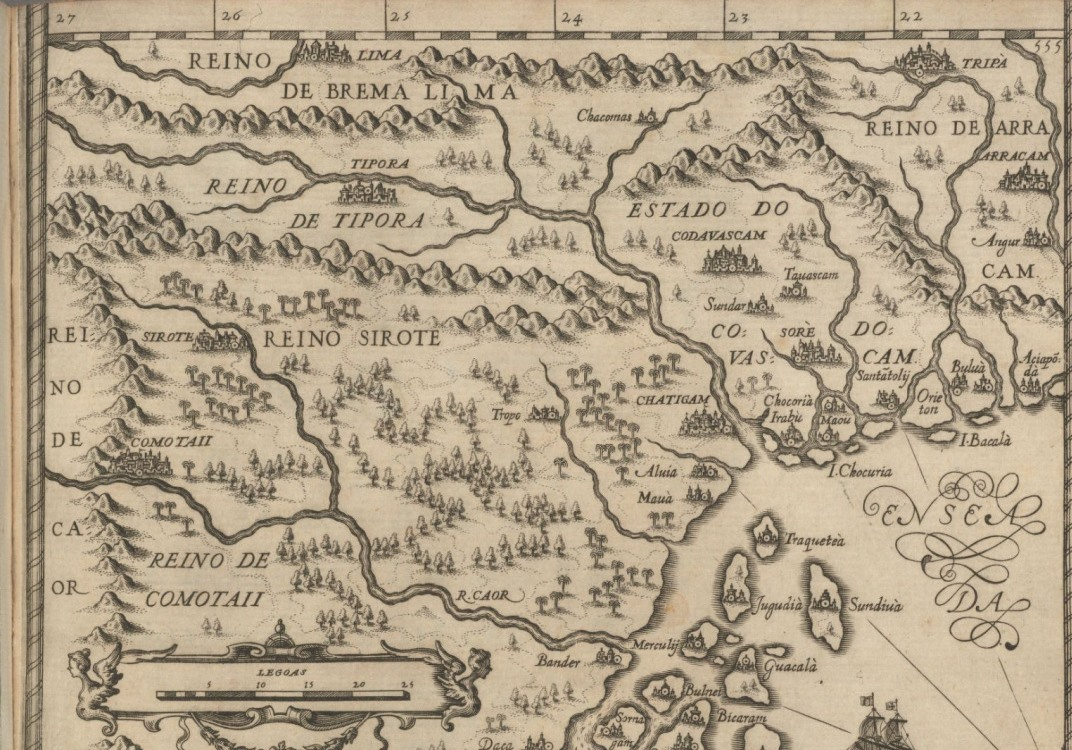
Portuguese map of Chittagong Hill Tracts. Chacomas on the Eastern bank of the river Karnaphuli and Arracan (present Rakhine State of Myanmar) can be seen on the extreme right

パメラ・グットマンによれば、チャクマとはサンスクリット語のśaktimānaに由来し、力強い、偉大なという意味だという。チャクマという名前は、バガン時代のビルマ王の一人がつけた。ビルマの王はチャクマを大臣、顧問、仏教パーリ語の翻訳者として雇いました。王の部下として、チャクマ族はビルマの宮廷でその数に不釣り合いな権力を振るった。ビルマの人々は今でもチャクマのことをサック（သက်）またはテット（śaktimāna）の短縮形であり堕落した形であるテット（Thet）と呼んでいる。
現代の言語学的研究によれば、「チャクマ」という言葉は、「Tsak」と「Ma」という2つの単語が語源となっている：「Tsak」と「Ma」である。この文脈では、「Tsak」は釈迦族に関連する「Shak」に由来し、「Ma」はチベット・ビルマ語で「人」を意味すると考えられている。チャクマ文字はブラーフミー文字と類似していることから、チャクマ人はシャクヤ文字の系統を引いている可能性がある。

## 歴史
チャクマ族のビジャクによれば、チャクマ族はブッダのサキャ一族の一員であった。彼らは次第にアラカンに移住し、チッタゴン・ヒル・トラクトの丘陵地帯にまで領土を拡大した。
アラカンの人々はチャクマのことをサク、テーク、またはタイクと呼んでいた。1546年、アラカンのミン・ビン王がビルマ人と戦っている最中に、サク王が北アラカン・ロマを攻撃し、アラカン人が支配する北アラカン山脈のチャコマを占領した。
ディエゴ・デ・アストールがベンガルの地図を作成し、1615年にジョアン・デ・バロスの著書『Quarta decada da Asia（アジアの第4の10年）』に「Descripção do Reino de Bengalla（ベンガルの領地）」として掲載された。その地図には、現在のチッタゴン・バングラデシュにあるカルナフリ川東岸のチャコマスという地域が描かれている、 チャクマ族がこの地域に住んでいたことを示唆している。
アラカン王ミン・ラザギ（1593～1612年）はこの地域を征服し、1607年にポルトガルの傭兵フィリペ・デ・ブリト・エ・ニコテに宛てた書簡の中で、自らをアラカン、チャコマス、ベンガルの最高・最強の王と称した。アラカン族に敗れたチャクマ族は現在のチッタゴン・ヒル・トラクトに移住し、首都アレキヤンドン（現在のアリカダム）を築いた。アレキヤンドンから北へ進み、現在のチッタゴン郡ランングニア、ラオザン、ファティクチャリ・ウパジラに定住した。.
1666年、ムガル帝国ベンガル総督のシャイスタ・カーンはアラカン人を破り、チッタゴンを征服し、イスラマバードと改名した[1]。しかし、ムガル帝国の支配は初期にはチッタゴンの平野部に限られ、チャクマ族はほとんど影響を受けなかった。2つのグループの間で貿易紛争が発生した後、ムガール人は最終的にチャクマ族に貢ぎ物を要求した。:23
1713年、紛争は解決され、チャクマ族とムガール人の間に安定した関係が発展した。ムガール人はまた、チャクマ族の王シュクデヴ・ロイに報いた。彼は、現在もシュクビラシュとして知られる地域に、彼の名で新しい首都を築いた。王宮の廃墟やその他の歴史的建造物は今でも残っている。その後、首都はチッタゴン県ラングニア・ウパジラのラニルハット県ラジャナガルに移された。
ムガール人は1715年にチャクマのラジャであるJallal Khanと条約を結んだ。ムガール人がチッタゴン・ヒル・トラクツ（CHT）のヤムイモと綿花の作物をかなり支配していた一方で、チャクマのムガール人からの独立は認められた。

## 文化

### 伝統的な服装
伝統的な衣服は、ほとんどすべての文化において重要な部分を占めている。チャクマの女性はピノン・ハディを着ている。ピノン（𑄛𑄨）とハディ（ᄒĚᄒ）は様々なデザインでカラフルに手織りされている。デザインはまずアラムと呼ばれる布に刺繍される。チャクマの男性はシルム（𑄥 ᄒ）とドゥディ（ᄒ 𑄴）を伝統的な衣装として着用する。

### フェスティバル
チャクマは様々な仏教の祭りを祝う。最も重要なのはブッダ・プルニマである。 または国際的にはヴェーサクとして知られている。世界的にはブッダの誕生日としても知られている。ブッダの生涯における3つの重要な出来事、誕生、悟りの達成、そして入滅の記念日である。ヴェーサーカ月（通常5月）の満月の日に行われる。
この日や他の祭りの日には、チャクマたちは最高の衣装を身にまとい、寺院を訪れる。そこで仏像に花を供え、ロウソクを灯し、僧侶の説教を聞く。貧しい人々には托鉢が行われ、僧侶たちのために祝宴が催される。
Biju/BizuまたはChakmaの新年として知られる3日間の祭り、 が盛大に祝われた。このチャクマの新年は、新年の日付が同じインドの暦に従ったものである。このビジュは、ミャンマー・サングライ、タイ・ソンクラーン、カンボジア、ラオス、インド、バングラデシュ、シンハラ正月、その他いくつかのアジア諸国など、様々な仏教国でも同じ日に祝われる。家々は花で飾られ、幼い子供たちはお年寄りの祝福を得るために特別な注意を払い、仏教僧院を訪れ、来客のためにお祝いの伝統的なチャクマ料理を準備することが重要なことの一部である。

### 宗教
チャクマ族の大多数は上座部仏教の信者である、 少数派のチャクマ教徒はキリスト教を信仰している。
2011年の国勢調査によると、インドのミゾラム州には仏教を信仰する人々が93,411人いる。7.3％はキリスト教徒、またはその他の宗教の信者である。

### 言語
チャクマ族はもともとチベット・ブルマン語族に属する言語を話していた。この言語は現在のカチン語やビルマ語に非常によく似ている。しかし現在では、ベンガル・スルタンの長年の影響により、彼らの言語にはヒンディー語、パーリ語、サンスクリット語、英語、アッサム語、ベンガル語からの共通語や借用語が多く見られる。現在、多くの言語学者が現代のチャクマ語（チャングマ・バズまたはチャングマ・ハウダとして知られる）を東インド・アーリア語群の一部と考えている。チャグマ・バズは独自の文字であるチャクマ文字で書かれ、アワザパト／アワジャパトとしても知られている。チャクマ文字は草書体を可能にするアルファベットで書かれ、かつてカンボジア、ラオス、タイ、ビルマ南部で使われていたクメール文字やランナー文字（チェンマイ文字）とほぼ同じです。